# Patrice Talon
Patrice Talon   (Ouidah, 1 de maig de 1958) és un home de negocis i polític de Benín, triat com a President de la República de Benín el 21 de març de 2014, vencent al Primer Ministre de Benín Lionel Zinsou en un balotaje.
Nascut d'un pare treballador de Ferrocarrils natiu de Ouidah i de la seva mare provinent d'una família Guedegbe de Abomey, Patrice Talon comunament anomenat "El competidor nascut" està casat amb una dona nativa de Porto Novo i pare de dos fills.
Conegut com el "Rei de cotó" per la seva participació en la indústria del cotó al seu país Benín, Talon va ser una sustentació al president Thomas Yayi Boni, i finanço les seves campanyes per a les eleccions de 2006 i 2011. No obstant això, després que tots dos es van distanciar, Talon va ser acusat de participar en una conspiració per matar Boni Yayi i va fugir a França en 2012. Va ser indultat posteriorment en 2014.
El setembre de 2021, Patrice Talon i Thomas Boni Yayi, aliats polítics que s'han convertit en enemics íntims, es van reunir al Marina Palace de Cotonou. Durant aquest enfrontament, Thomas Boni Yayi va presentar a Patrice Talon una sèrie de propostes i sol·licituds, relacionades en particular amb l'alliberament de "detinguts polítics".